# Кёрле
Кёрле (нем. Körle) — община в Германии, в земле Гессен. Подчиняется административному округу Кассель. Входит в состав района Швальм-Эдер.  Население составляет 2873 человека (на 31 декабря 2010 года). Занимает площадь 17,51 км².